# 짐 존스
제임스 워런 "짐" 존스(영어: James Warren "Jim" Jones, 1931년 5월 13일 ~ 1978년 11월 18일)는 인민사원의 교주이자, 범죄인으로, 1978년 11월 18일에 가이아나 조지타운과 인근 활주로에서 900명이 넘는 신도들과 함께 자살한 사건으로 유명하다.

## 생애
존스는 인디애나주에서 태어났으며, 1950년대에 인민 사원을 세웠다. 존스와 인민사원은 나중에 캘리포니아주로 거처를 옮겼으며, 1970년대 중반에 있었던 행적으로 악명을 얻었다. 이후 종교 지도자로서는 부적절한 각종 악행이 폭로되기 시작하자, 가이아나의 포트 카이투마로 도피한 후, 인민사원의 신도들을 자신의 도피처로 강제 이주시켜 마을을 이루게 하였다. 존스는 이 마을을 본인의 이름을 따서 존스타운이라고 명명한 뒤, 이곳에서 신도들의 노동력을 착취하였다. 그러나, 미국의 하원 의원인 레오 라이언이 가족들의 안전을 염려한 신도들의 미국에 남은 가족들의 제보를 받고, 진상 조사를 위해 가이아나로 가서 가이아나 정부와 접촉하는 한편, 리오 라이언 본인이 직접 가이아나 군 관계자와 함께 존스타운에 대한 조사를 실시하자, 존스는 무장한 신도에게 명령하여 레오 라이언을 살해하였다. 그러나 이에 가이아나 정부가 군대를 파견하는 것으로 응수하자, 짐 존스는 존스타운의 신도들 전원에게 음독 자살을 강요하여 900여명에 달하는 사람들이 사망하였고, 가이아나 군대가 존스타운에 도착하였을 때는 존스 본인도 머리에 총상을 입고 사망한 채로 발견되었다. 가이아나에서 벌어진 집단 자살은 2001년에 일어난 9.11 테러 이전에 자연 재해가 아닌 사건으로 미국 시민이 가장 많이 죽은 사건이었으며, 역사상 최대의 집단 자살로 꼽히고 있다. 인근 활주로에서 죽은 사람 중에는 레오 라이언 하원 의원도 있는데, 미국 역사상 유일하게 재임 중에 살해당한 하원 의원으로 기록되었다.

## 같이 보기
- 신 콤플렉스